# Luis Fernando Ochoa
Luis Fernando Ochoa (n. 1968 în New Orleans), este un producător și compozitor columbian. Până la vârsta de 18 ani a trăit în Chicago, mutându-se apoi în Medellín, Columbia. A contribuit la albumul de debut la Shakirei, Pies Descalzos, ca producător, compozitor și instrumentist. A mai colaborat cu artiști ca Ricky Martin, Julio Iglesias Jr., Chayanne și Bacilos.

## Premii
- El Premio/Premiul ASCAP (1997)
- Multiplatinum Worldwide sales of Pies Descalzos (1999)
- Premiul pentru cel mai bun compozitor BMI pentru “Inevitable” (2000)
- Premiul pentru cel mai bun compozitor BMI pentru “No Creo” (2000)
- Multiplatinum Worldwide sales of Donde Estan Los Ladrones (1999)
- Premiul Latino Grammy pentru cel mai bun album de muzică pop din 2002 (2003)